# Carbonilcianuro-m-clorofenilhidrazona
El carbonilcianuro-m-clorofenilhidrazona ([(3-clorofenil)hidrazo]malononitrilo) (CCCP), es un inhibidor químico de la fosforilación oxidativa. Es un nitrilo , hidrazona y protonóforo. En general, el CCCP causa la destrucción gradual de las células vivas y la muerte del organismo. El CCCP afecta las reacciones de síntesis de la proteína en las mitocondrias. de plantones. El CCCP causa un desacoplamiento del gradiente de protones establecido durante la actividad normal de portadores de electrones en la cadena de transporte de electrones. Esta substancia química actúa esencialmente como un ionóforo y reduce la capacidad de ATP sintasa para funcionar óptimamente.